# ウォルター・マッソー
ウォルター・マッソー（Walter Matthau, 本名: Walter John Matthow, 1920年10月1日 - 2000年7月1日）は、アメリカ合衆国の俳優。

## 来歴
ニューヨーク州ニューヨーク市生まれ。マンハッタン育ち。父はロシア系、母はリトアニア系の移民で両方ともユダヤ系。父親が家族を捨てたため、貧しいローワー・イースト・サイドのアパートに移り、母親は繊維業界で働き、ウォルターも新聞配達などをして家計を助けた。コロンビア大学でジャーナリズムを学び、第二次世界大戦中は空軍に従軍した。
除隊後に演技を学んで舞台で活躍し、1955年、バート・ランカスター監督・主演の西部劇『ケンタッキー人』で映画デビュー。ジャック・レモンと組んだコメディ映画や刑事物などのアクション作品が有名である。1966年の『恋人よ帰れ!わが胸に』でアカデミー助演男優賞を受賞した。
1959年に女優のキャロル・グレイスと結婚し、一人息子のチャールズは映画監督になり、息子の作品に出演したこともある。

## 主な出演作品
| 公開年 | 邦題 原題                                                      | 役名                                                     | 備考                                                              |
| ------ | -------------------------------------------------------------- | -------------------------------------------------------- | ----------------------------------------------------------------- |
| 1955   | ケンタッキー人 The Kentuckian                                  | スタン                                                   |                                                                   |
| 1955   | 赤い砦 The Indian Fighter                                      | ウェス・トッド                                           |                                                                   |
| 1956   | 黒の報酬 Bigger Than Life                                      | ギブス                                                   |                                                                   |
| 1957   | 群衆の中の一つの顔 A Face in the Crowd                         | メル・ミラー                                             |                                                                   |
| 1958   | 闇に響く声 Voice in the Mirror                                 | レオン・カーネス博士                                     |                                                                   |
| 1958   | 水兵さんは暇がない Onionhead                                   | レッド                                                   |                                                                   |
| 1960   | 逢う時はいつも他人 Strangers When We Meet                      | フェリックス・アンダース                                 |                                                                   |
| 1962   | 脱獄 Lonely Are the Brave                                      | ジョンソン保安官                                         |                                                                   |
| 1962   | 浮気の計算書 Who's Got the Action?                             | トニー                                                   |                                                                   |
| 1963   | 孤島の男と女 Island of Love                                    | トニー・ダラス                                           |                                                                   |
| 1963   | シャレード Charade                                             | ハミルトン・バーソロミュー                               |                                                                   |
| 1964   | ミスタア・パルバー Ensign Pulver                               | ドク                                                     |                                                                   |
| 1964   | 未知への飛行 Fail-Safe                                         | グロテシェル教授                                         |                                                                   |
| 1964   | さよならチャーリー Goodbye Charlie                             | Sir Leopold Sartori                                      |                                                                   |
| 1965   | 蜃気楼 Mirage                                                  | テッド                                                   |                                                                   |
| 1966   | 恋人よ帰れ!わが胸に The Fortune Cookie                         | ウィリー・ギングリッチ                                   | アカデミー助演男優賞 受賞                                         |
| 1967   | プレイラブ48章 A Guide for the Married Man                     | ポール・マニング                                         |                                                                   |
| 1968   | おかしな二人 The Odd Couple                                    | オスカー・マディソン                                     |                                                                   |
| 1968   | キャンディ Candy                                               | スマイト准将                                             |                                                                   |
| 1969   | サボテンの花 Cactus Flower                                     | ジュリアン・ウィンストン                                 |                                                                   |
| 1969   | ハロー・ドーリー! Hello, Dolly!                                | ホレス・ヴァンダーゲルダー                               |                                                                   |
| 1971   | おかしな求婚 A New Leaf                                        | ヘンリー・グラハム                                       |                                                                   |
| 1971   | おかしなホテル Plaza Suite                                     | Roy Hubley/Jesse Kiplinger/Sam Nash                      |                                                                   |
| 1971   | コッチおじさん Kotch                                           | ジョセフ・P・コッチャー(コッチ）                         |                                                                   |
| 1972   | おかしな結婚 Pete 'n' Tillie                                   | ピート                                                   | 英国アカデミー賞 主演男優賞 受賞                                  |
| 1973   | 突破口! Charley Varrick                                        | チャーリー・ヴァリック                                   |                                                                   |
| 1973   | マシンガン・パニック The Laughing Policeman                    | ジェイク・マーティン                                     |                                                                   |
| 1974   | サブウェイ・パニック The Taking of Pelham One Two Three        | ザカリー・ガーバー（ニューヨーク市都市交通局警察本部長） |                                                                   |
| 1974   | 大地震 Earthquake                                              | 酔っぱらい                                               |                                                                   |
| 1974   | フロント・ページ The Front Page                                | ウォルター・バンズ                                       |                                                                   |
| 1975   | サンシャイン・ボーイズ The Sunshine Boys                       | ウィリー・クラーク                                       | ゴールデングローブ賞 主演男優賞 (ミュージカル・コメディ部門) 受賞 |
| 1976   | がんばれ!ベアーズ The Bad News Bears                           | モリス・バターメーカー                                   |                                                                   |
| 1978   | すばらしき仲間たち Casey's Shadow                              | ロイド                                                   |                                                                   |
| 1978   | カリフォルニア・スイート California Suite                      | マーヴィン・マイケルズ                                   |                                                                   |
| 1980   | ホップスコッチ/或るエリート・スパイの反乱 Hopscotch            | Miles Kendig/James Butler/Mr. Hannaway/Leonard Ross      |                                                                   |
| 1981   | 新・おかしな二人/バディ・バディ Buddy Buddy                    | トラブッコ                                               |                                                                   |
| 1982   | わたしは女優志願 I Ought to Be in Pictures                     | ハーバート・タッカー                                     |                                                                   |
| 1983   | ロビン・ウィリアムズの 大混戦サバイバル特訓 The Survivors      | ソニー                                                   |                                                                   |
| 1985   | 映画の作り方教えます Movers & Shakers                          | ジョー・マルホランド                                     |                                                                   |
| 1986   | ポランスキーの パイレーツ Pirates                              | トマス・バーソロミュー・レッド                           |                                                                   |
| 1988   | カウチ・トリップ The Couch Trip                                | ドナルド・ベッカー                                       |                                                                   |
| 1990   | ブレーメンの出来事 The Incident                                | ハーモン・コッブ                                         | テレビ映画                                                        |
| 1991   | JFK JFK                                                        | ラッセル・ロング上院議員                                 |                                                                   |
| 1993   | わんぱくデニス Dennis the Menace                               | ジョージ・ウィルソン                                     |                                                                   |
| 1993   | ラブリー・オールドメン Grumpy Old Men                          | マックス・ゴールドマン                                   |                                                                   |
| 1994   | インシデント! 弁護士ハーモン Incident in a Small Town          | ハーモン・コッブ                                         | テレビ映画                                                        |
| 1994   | 星に想いを I.Q.                                                | アルバート・アインシュタイン                             |                                                                   |
| 1995   | ラブリー・オールドメン/釣り大将LOVE LOVE日記 Grumpier Old Men  | マックス・ゴールドマン                                   |                                                                   |
| 1996   | 俺たちブラボー・ブラザース/ホラ吹いて行こう! I'm Not Rappaport | ナット・モイヤー                                         |                                                                   |
| 1997   | カリブは最高! Out to Sea                                       | チャーリー・ゴードン                                     |                                                                   |
| 1998   | おかしな二人2 The Odd Couple II                                | オスカー・マディソン                                     |                                                                   |
| 1998   | ラブ・アフター・デス The Marriage Fool                         | フランク・ウォルシュ                                     | テレビ映画                                                        |
| 2000   | 電話で抱きしめて Hanging Up                                    | ルー                                                     |                                                                   |

## 受賞歴

### アカデミー賞
受賞
1967年 アカデミー助演男優賞:『恋人よ帰れ!わが胸に』
ノミネート
1972年 アカデミー主演男優賞:『コッチおじさん』
1976年 アカデミー主演男優賞:『サンシャイン・ボーイズ』

### ゴールデングローブ賞
受賞
1976年 主演男優賞 (ミュージカル・コメディ部門):『サンシャイン・ボーイズ』
ノミネート
1967年 主演男優賞 (ミュージカル・コメディ部門):『恋人よ帰れ!わが胸に』
1969年 主演男優賞 (ミュージカル・コメディ部門):『おかしな二人』
1972年 主演男優賞 (ミュージカル・コメディ部門):『コッチおじさん』
1973年 主演男優賞 (ミュージカル・コメディ部門):『おかしな結婚』
1975年 主演男優賞 (ミュージカル・コメディ部門):『フロント・ページ』
1981年 主演男優賞 (ミュージカル・コメディ部門):『ホップスコッチ/或るエリート・スパイの反乱』
1982年 主演男優賞 (ミュージカル・コメディ部門):『First Monday in October』

## 参照
1. ↑  New York Times obituary
2. ↑  Film Reference biodata
3. ↑  Article on Matthau in the New York Times
4. 1 2  Obituary Carol Matthau, The Guadian, 11 August 2003